# Alexander Keiller (archéologue)
Pour les articles homonymes, voir Alexander Keiller et Keiller.
Alexander Keiller FSA EPG, né le 1er décembre 1889 et mort le 29 octobre 1955, est un archéologue écossais, homme d'affaires, skieur et philanthrope qui a travaillé sur un vaste site préhistorique à Avebury, dans le Wiltshire en Angleterre.
Il est l'héritier de l'entreprise de marmelade de sa famille, James Keiller & Son, qui a été fondée en 1797 à Dundee et exportait de la confiture et de la confiserie à travers l'Empire britannique. Il a fondé et financé la Sizaire-Berwick Motor Company puis revendu ses parts dans l'entreprise familiale.
Il utilise la majorité de sa fortune pour acquérir des terrains à Avebury. Il mène notamment des fouilles à Windmill Hill puis à Kennet Avenue. Notamment accompagné de Stuart Piggott, il découvre de nombreuses pierres qu'ils redressent dans ce site méconnu mais plus ancien et plus grand que Stonehedge. En 1937, il fonde un institut de recherche le Morven Institute of Archeological Research puis il ouvre l'année suivante un musée qui porte son nom. L'institut est fermé pendant la Seconde Guerre mondiale et, en 1943, il vend les terrains d'Avebury au National Trust pour sa seule valeur agricole.
Également skieur, il est engagé mais non partant aux Jeux olympiques d'hiver de 1924 en combiné nordique, saut à ski et ski de fond.
Il meurt d'un cancer en 1955. Qualifié de playboy, il se marie à quatre reprises et sa veuve fait don à la nation du musée d'Avebury et de son contenu en 1966.

## Biographie

### Jeunesse et éducation

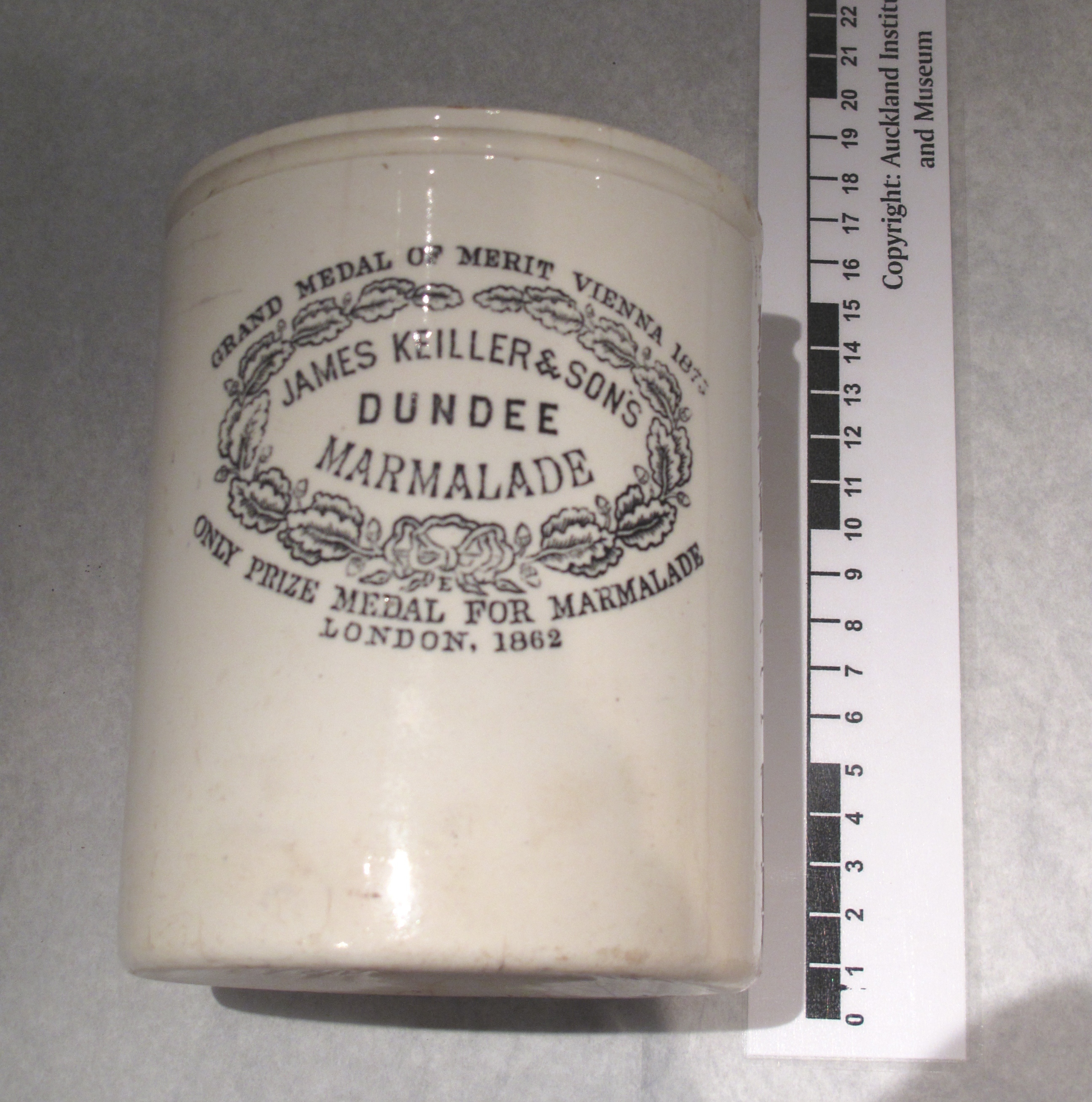
Un pot de marmelade Keiller.

Alexander Keiller naît à Binrock House à Dundee, le 1er décembre 1889. Il est le seul enfant de l'homme d'affaires John Mitchell Keiller (1851-1899) et de Marie Sime Greig (1862-1907). Il porte le prénom de son grand père Alexander Riddoch Keiller (1821 - 1877). La famille de son père est présente depuis plusieurs siècles en Écosse et ses ancêtres (James et Janet Keiller) ont créé la Marmelade Keiller (en) et la société James Keiller & Son. La famille de sa mère est quant à elle issue du milieu médical avec notamment plusieurs chirurgiens. Il est le neveu de Keiller Greig.
En 1893, John Keiller décide de se retirer du monde des affaires en raison de problèmes de santé. La famille vend Binrock House et déménage au 13 Hyde Park Gardens (en) à Londres. Cependant, afin de soulager ses problèmes de santé, John Keiller est souvent en voyage sur son bateau et Alexander Keiller ne voit certainement son père qu’occasionnellement. Pendant ce temps, il étudie à école Hazelwood (en) à Limpsfield.
En décembre 1898, son père part pour un ultime voyage sur son bateau le The Erl King. Dans un premier temps, le bateau prend la direction de Madère puis des Caraïbes. Le 2 janvier 1899, John Keiller meurt en mer et il laisse un patrimoine estimé à un demi-million de livres (équivalent à plusieurs millions actuels) à sa femme et à son fils.
Il reste à l'école Hazelwood jusqu'en 1903 et il étudie ensuite au Eton College. Il y reste jusqu'en 1907 dans la résidence dirigée par John Hare (en). Il est un élève moyen et ne remporte aucun prix ou aucune récompense pendant son séjour à l'école. Cependant, il est membre des Eton Rifles, un corps de jeunes militaires, et il fait ses classes dans l'infanterie légère de l'Oxfordshire et du Buckinghamshire. Alors qu'il a dix-sept ans, sa mère meurt à Nice en janvier 1907. L'été suivant, Alexander Keiller quitte Eton et il est placé sous la tutelle de son oncle jusqu'à sa majorité. C'est lors des vacances estivales dans la résidence secondaire familiale Craigendarroch (Ballater) à Morven (en) qu'Alexander Keiller se découvre une passion pour l'archéologie.

### Carrière professionnelle

#### Travail dans le monde des affaires
À partir de 1910, Alexander Keiller travaille dans l'entreprise familiale. Il refuse un poste de directeur afin de faire ses preuves et laisse son oncle, John Keiller Greig, siéger au conseil d'administration. Ensuite, il achète des parts dans la société ainsi que dans la filiale de Tangermünde qui est en difficulté financière.
En 1913, il finance la création de Sizaire-Berwick, un constructeur anglo-français de voitures de luxe,,. En effet, quelques mois plus tôt, les frères Sizaire et Louis Naudin sont renvoyés par les actionnaires de Sizaire-Naudin. Ces derniers décident de s'installer à Londres et il s'associe avec la F. W. Berwick & Co. (de) pour la construction de voitures financée en grande partie par Alexander Keiller. Le siège de la société est situé au 18 Berkeley Street à Londres et l'usine est située à Courbevoie. Cent trente voitures sont fabriqués entre la création de l'entreprise et juin 1914. L'usine ne parvient pas à répondre à la demande notamment en raison des bonnes performances des voitures et des critiques positives de la presse. La production est interrompue pendant la Première Guerre mondiale. Après la guerre, la production reprend mais de mauvais choix esthétiques et stratégiques font que la société ne produit que deux cents voitures supplémentaires avant d'être mise en liquidation judiciaire,.

#### Carrière militaire
Le 1er octobre 1909, il est nommé sous-lieutenant dans les Gordon Highlanders. Le 6 mai 1911, il est promu lieutenant et il démissionne en octobre 1913. Rien n'indique un service actif durant cette période.
Après le déclenchement de la Première Guerre mondiale, il rejoint le 9 octobre 1914 la Royal Naval Volunteer Reserve avec le titre de lieutenant temporaire. En décembre 1914, il est promu lieutenant et il est affecté à la Royal Naval Air Service où il s'occupe du développement des véhicules blindés. En 1915, il est envoyé en France, en Italie, à Riga et à la bataille d'Ypres,. Ensuite, il devient Flight lieutenant temporaire à la base militaire de Chingford,. Cet aérodrome sert de base d'entraînement aux pilotes de Royal Naval Air Service et en juillet 1915, il abîme un Bristol Boxkite. Quelques mois plus tard, il obtient son brevet de pilote décerné par le Royal Aero Club. Cependant, en janvier 1916, il est déclaré « physiquement inapte » au service. En juillet 1918, Alexander Keiller rejoint le Ministère de l'Air en tant que lieutenant temporaire. Il devient ensuite membre des RAF Intelligence (en) jusqu'en avril 1919. Il termine sa carrière militaire avec le grade de capitaine.

### Découvertes archéologiques
En mars 1918, Alexander Keiller décide de vendre toutes ses parts dans l'entreprise familiale et il se retrouve à la tête d'une fortune considérable. Ainsi, il consacre le reste de sa vie à d'autres intérêts. L'une de ses passions est la sorcellerie et notamment les sorcières écossaises du XVIe siècle. En 1922, il publie plusieurs articles notamment dans la revue Folklore qui contredisent les théories — dominantes à l'époque — de Margaret Murray,.

#### Prémices de Windmill Hill
En 1923, O. G. S. Crawford publie un article dans The Observer  sur l'archéologie aérienne qui attire l'attention d'Alexander Keiller qui propose de financer un relevé aérien notamment dans le Wessex. À l'été 1923, la compagnie Marconi souhaite bâtir une antenne radio sur le site préhistorique de Windmill Hill. O. G. S. Crawford et Alexander Keiller s'y opposent pensant que l'implantation de l'antenne causeraient des dégâts importants à ce site non fouillé. Après une campagne de communication et le soutien d'autres archéologues et du grand public, le projet est finalement abandonné. A l'automne, Alexander Keiller retourne à sa résidence de Morven (en) et il participe à des fouilles dans le Muir de Dinnet (en).
Quelques mois plus tard, Alexander Keiller se marie avec Veronica Mildred Liddell. A l'été 1924, O. G. S. Crawford apprend que des terres comprenant Windmill Hill sont à vendre à Avebury et il réussit à convaincre le couple Keiller de les acheter notamment en vue de les fouiller. L'achat est conclu pour 510,10 £ en octobre 1924. Au cours de l'été 1924, O. G. S. Crawford et Alexander Keiller survole le sud de l'Angleterre avec un avion de Havilland Aircraft Company piloté par le capitaine Gaskell. Ils identifient et photographient une cinquantaine de sites intéressants dans le Wessex. Les photographies seront en partie utilisé dans le livre Wessex from the Air qui sera publié en 1928. Il s'agit du premier livre d'archéologie aérienne à être publié au Royaume-Uni et il rencontre un certain succès malgré un prix de vente élevé.

#### Lancement des fouilles de Windmill Hill
Au printemps 1925, O. G. S. Crawford et Alexander Keiller souhaitent lancés les premières fouilles de Windmill Hill. Cependant, ils rencontrent l'opposition de Maud Cunnington (en) ainsi que des membres de la société historique et archéologique du Wiltshire (en)
. Ces derniers qui connaissent bien Avebury ne souhaitent pas que des archéologues qu'ils ne connaissent pas conduisent des fouilles à Avebury alors que Maud Cunnington connaît bien les lieux. Elle a notamment érigé Adam, une des pierres de Beckhampton Avenue (en). Finalement, les parties conviennent de nommer Harold St George Gray en tant que directeur des fouilles et il est assisté par William Young. Les premières fouilles démarrent officiellement le 16 avril 1925 avec une équipe d'environ douze archéologues dont Veronica Keiller et sa sœur Dorothy Liddell. Rapidement, les relations se dégradent entre Alexander Keiller et Harold St George Gray. Ce dernier considère que seuls les objets de valeurs doivent être sauvegardés alors qu'Alexander Keiller souhaite que tous les objets (y compris les os d'animaux) doivent être conservés et étiquetés. Les fouilles durent trois semaines et malgré les tensions Alexander Keiller accepte de ne pas fouiller seul Avebury et Harold St George Gray est plébiscité pour conduire les fouilles en 1926.
À l'été 1925, Alexander et Veronica Keiller partent à leur résidence secondaire de Morven et ils en profitent pour faire des recherches. Au cours des années 1920, le couple explore plus de deux cents sites dans toute l’Écosse. Ils explorent notamment le Burn O'Vat (en) ainsi que le Old Keig (de) ou encore le Loanhead of Daviot. Alexander Keiller publiera plusieurs ouvrages sur les lieux mégalithiques en Écosse à la fin des années 20 et dans les années 30.
Les fouilles d'Avebury reprennent en mai 1926 et elles sont toujours menées par Harold St George Gray. L'année suivante, le 17 mai 1927, ce dernier quitte Avebury et les fouilles sont désormais menées par Alexander Keiller qui prend la décision de refouiller toutes les zones rebouchées par son prédécesseur. Il achète également une Citroën Kégresse pour arpenter le terrain. En 1927, Alexander Keiller prête de l'argent à O. G. S. Crawford pour fonder la revue Antiquity. Encore en 1927, il s'associe avec O. G. S. Crawford et J. C. Squire (en) pour fonder un comité de financement pour acheter les terrains à proximité immédiate de Stonehenge. Stonehenge est la propriété du National Trust for Places of Historic Interest or Natural Beauty (les terrains ont été données par Cecil Chubb à l'institution)  mais les terrains à proximité immédiate sont utilisés par un aérodrome de l'armée anglaise,. Le comité parvient rapidement à lever les fonds, acheter le terrain et il le cède au National Trust for Places of Historic Interest or Natural . Finalement les hangars sont démolis et le site préservé. Alexander Keiller envisage un temps de construire un musée à Stonehenge mais son idée est plutôt mal accueilli notamment par les Cunnington et les plans envisagés n'obtiennent pas le soutien du bureau des Travaux.

#### Poursuite et fin des fouilles de Windmill Hill
En 1928, Alexander Keiller mène les fouilles d'Avebury, avec sa femme, sa belle-sœur et une équipe de quelques autres archéologues . Ils découvrent notamment le squelette en parfait état d'un ancêtre du chien et dénommé  canis familiaris palustris ou Felstead,. Après ses fouilles, Alexander Keiller, sa femme et son adjoint William Young, partent en Écosse où il découvre un cairn circulaire (en) à proximité de Morven Burn. Selon leur rapport de fouilles, le lieu aurait servi de sépulture. Entre la fin d'année 1928 et le début d'année 1929, Alexander Keiller est malade ce qui oblige à décaler la poursuite des fouilles d'Avebury de quelques semaines. Au printemps 1929, les fouilles reprennent et l'équipe habituelle est rejointe par Stuart Piggott qui vient se former afin de fouiller ensuite le Trundle (en).
En 1929, le squelette d'une chèvre Duffine est découvert. Les fouilles du site de Windmill Hill s'achève le 9 juillet 1929. Lors de cette journée, Alexander Keiller a un accident de voiture avec sa Bugatti et lui et sa passagère, Miss Duncan une archéologue qui est également sa maîtresse, sont grièvement blessés. Le train arrière de la voiture aurait cassé alors qu'Alexander Keiller roulait à environ 130 km/h. Miss Duncan s'en sort avec une omoplate fracturée et quelques douleurs musculaires. Par contre, Alexander Keiller est touché à plusieurs organes et il fait des hémorragies internes. Il s'en sort mais il doit se reposer pendant quelques mois. Il décide de se reposer à Londres. Notamment en raison de son infidélité, les relations deviennent de plus en plus compliqué avec sa femme Veronica et Alexander Keiller demande le divorce mais cette dernière refuse.
En 1930, Alexander Keiller décide de se lancer dans la rédaction d'un rapport officiel sur les fouilles de Windmill Hill. Il trouve même un éditeur Clarendon Press. Cependant, il n'est jamais véritablement satisafait du résultat et finalement il abandonne son projet. Finalement c'est Isobel Smith (en) quelques années après la mort d'Alexander Keiller qui finira le travail. En août 1930, il se rend à Hembury (en) pour revoir plusieurs archaélogues de l'équipe des fouilles de Windmill Hill. L'équipe ayant peu de moyens, il finance William Young pour réaliser le compte-rendu des fouilles.
En 1932, Alexander Keiller présente son travail lors du premier congrès de l'Union internationale des sciences préhistoriques et protohistoriques. Il s'agit de sa première présentation de son travail et il impressionne notamment Vere Gordon Childe et Leslie Grinsell (en).

#### Participation à d'autres fouilles
En 1933, alors qu'il est encore convalescent après son accident de saut à ski, Stuart Piggott sollicite l'aide et le matériel d'Alexander Keiller pour fouiller à Thickthorn Down (en). Ce dernier se rend sur le site et il est heureux de visiter un site qu'il avait observé depuis les airs une dizaine d'années auparavant. Les fouilles se déroulent bien mais Stuart Piggott rencontre des problèmes avec son employeur (la Commission royale sur les monuments historiques du Pays de Galles (en)) et il est finalement contraint de démissionné puis il est embauché par Alexander Keiller.
A l'automne, Alexander Keiller travaille pour Mortimer Wheeler sur le chantier de Maiden Castle. Les relations entre les deux hommes sont par moments difficiles (une rivalité s'installe même) et Alexander Keiller finit par abandonner le chantier. Alexander Keiller part en vacances à Morven où sa femme Veronica lui annonce qu'elle le quitte et qu'elle s'installe à Sherfield on Loddon. Il prend mal cette décision et il est même hospitalisé. Son médecin lui conseille de changer d'air et il part un mois en Italie. À cette époque, Alexander Keiller finance une expédition de Rupert Gould qui vise à démontrer l'existence du monstre du Loch Ness,. En juin 1934, Rupert Gould publie un livre The Loch Ness Monster and Others sur cette expédition.

#### Installation à Avebury

Carte des sites d'Avebury.

En 1934, Stuart Piggott, employé d'Alexander Keiller, suggère de s'inspirer des travaux de William Stukeley pour fouiller plusieurs endroits à Avebury. Un de ces lieux est Kennet Avenue qui est un chemin de 2,5 km qui mène à The Sanctuary (en). Alexander Keiller achète près de 3 hectares du site pour 500 £. Les fouilles durent deux ans avec notamment des anciens archéologues de  Windmill Hill et ils découvrent de nombreuses pierres qui avaient été couchées et entérées à travers les siècles et particulièrement au XVIIIe siècle.
Ils font le choix de remettre debout les pierres — certaines pesant jusqu'à 8 tonnes — à leur emplacement originel. Au cours des fouilles, ils parviennent à identifier deux types de pierre différents. Ils pensent qu'ils représentent des symboles masculins et féminins et qu'ainsi qu'Avebury serait lié à la fertilité. Plus tard, des tombes et des signes d'occupations humaines sont découverts sur le site.
En 1935, Alexander Keiller parvient à obtenir le bail d'Avebury Manor and Garden (en) pour quatorze ans et il décide de s'y installer. C'est à cette période qu'il se met à travailler avec l'artiste Doris Emerson Chapman (en) qui deviendra rapidement sa maîtresse puis quelques années plus tard sa troisième femme. Fin 1935, le couple part en vacances en France, notamment à l'Abri de Cap Blanc et à leur retour ils publient un article dans Antiquity sur ces fouilles. Toujours en 1935, Alexander Keiller fonde le Morven Institute of Archaeological Research, un regroupement des archéologues engagés dans les fouilles d'Avebury et des recherches sur la période néolithique en Angleterre. L'année suivante, il traverse l'Atlantique sur LZ 129 Hindenburg notamment en compagnie de Hugo Eckener à l'origine de la construction du dirigeable. À son retour à Avebury, la Surrey Archaeological Society (en) demande l'aide du Morven Institute of Archaeological Research de superviser les fouilles du Badshot Lea Long Barrow (en).
Alexander Keiller continue d'acheter et d'échanger des terres et bois et des bâtiments (certains en ruine) à Avebury dans l'objectif de rendre au site sa splendeur passée. Afin de nettoyer le terrain rapidement, il est décidé d'utiliser des explosifs. Il s'avère que ce n'est pas une très bonne idée et des pierres du site sont abîmées et plusieurs personnes blessées dont Stuart Piggott. Quelques mois plus tard, Alexander Keiller, Stuart Piggott et Charles Drew du Dorset County Museum (en) fondent un nouveau groupe chargé d’analyser les pierres,. Le groupe est le South-West- Sub-Committee for the Petrological Identification of Stone Implements et il se base sur la pétrologie pour « trouver une détermination exacte du matériau rocheux et de sa provenance d'origine. »,. Des échantillons sont prélevés notamment sur les têtes de hache puis analysées au microscope. À cette occasion, les premiers groupes pétrologiques sont créés. En 1937, un article est publié dans Antiquity et en 1941, le groupe publiera un rapport de ces recherches. Les résultats obtenus démontrent notamment que les objets trouvés à Avebury proviennent du Gwynedd et qu'il y avait donc une relation culturelle avec le Nord du Pays de Galles à l'époque. En 1944, sous l'impulsion du Council for British Archaeology, l’association devient nationale et peut continuer ses recherches.

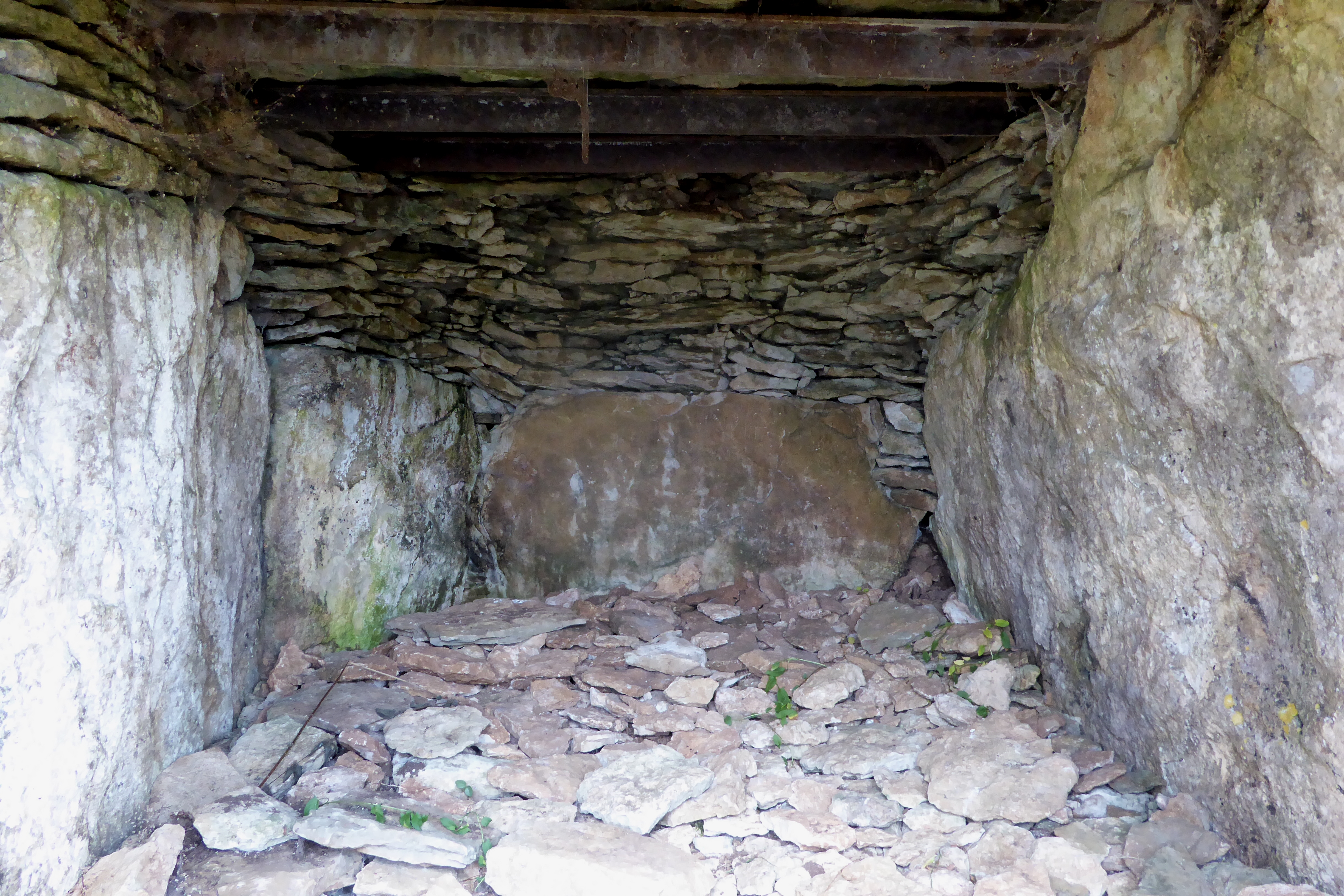
Tombe néolithique de Lanhill.

En octobre 1936, Arthur Dennis Passmore découvre lors de travaux une chambre funéraire intacte à Lanhill (de) près de Chippenham. Cette dernière doit être fouillée rapidement et il confie cette mission au Morven Institute of Archaeological Research.
Les corps de huit individus sont retrouvés dont un adolescent et une femme âgée.

#### Fouilles du cercle principal d'Avebury
Finalement en 1937, il parvient à acheter Avebury Manor à Leopold C. D. Jenner (en). Il décide de convertir un des bâtiments en musée et un autre en bibliothèque. Il s'investit également davantage dans la communauté d'Avebury notamment en étant bénévole dans le club de football du village et en participant aux événements locaux.
Toujours en 1937, les excavations reprennent notamment dans le Nord-Ouest du cercle principal. Le terrain est d'abord défriché avant de rechercher les pierre enfouies. Huit pierres dont certaines entérées à plus d'un mètre de profondeur sont découvertes. Certaines sont abîmées pendant leurs remises à leurs emplacements originels. Pour les pierres manquantes, il place des pylônes en béton pour signaler les endroits potentiels. Le cercle originel devait contenir douze pierres.
En 1938, il déménage ses collections d'objets de Charles Street à Avebury et il décide d'ouvrir au public un musée le 6 juin 1938. Alexander Keiller dédie le musée à Dorothy Liddell qui est décédée la semaine précédente et qui a fait d'importantes découvertes à Avebury. Les fouilles du cercle continue dans la partie sud-ouest cette fois et l'équipe d'archéologues est renforcé par l'arrivée de Denis Grant King (en) et Edith Olivier (en). Une pierre est debout, trois sont visibles et cinq nouvelles sont découvertes et redressées. Lors du redressement d'une pierre, une partie d'un squelette est découvert. Trois pièces d'argent, un couteau et une paire de ciseaux sont découvertes sur le squelette qui permettent de dater le corps au XIVe siècle. En raison des outils découverts, l'hypothèse est qu'il s'agissait d'un
barbier-chirurgien (en). Pour la première fois, il est envisagé que les pierres aient été entérées avant les découvertes de William Stukeley et que le barbier-chirurgien y ait contribué. Le corps est envoyé au collège royal de chirurgie et Doris Emerson Chapman (en) en fait une esquisse à partir du crâne découvert. Les fouilles continuent jusqu'à l'automne et des autres pierres sont découvertes.
À partir de 1939, la fortune d'Alexander Keiller commence à s'amoindrir. Afin de continuer les fouilles d'Avebury, Alexandre Keiller est contraint de vendre une partie de ses propriétés familiales en Écosse et de quitter le Manoir. Lors de l'été 1939, des fouilles sont entreprises dans la partie sud-est du cercle. William Stukeley, dans ses travaux, indique qu'un obélisque se trouve à cet endroit. Il s'avère qu'il y a en effet une partie d'un obélisque mais qu'il a été déplacé, cassé et enterré . D'autres pierres ainsi que huit sarsens sont découvertes à proximité de l'emplacement originel de l'obélisque qui indiquerait la présence d'un cercle dans le cercle.

#### Seconde guerre mondiale et fin de vie
À l'été 1939, la Seconde Guerre mondiale est déclarée ce qui stoppe les fouilles d'Avebury. Alexander qui a 50 ans rejoint la division de Marlborough en tant que policier. Il continue malgré tout à envisager d'acheter d'autres terrains et habitations ainsi que de détruire d'autres maisons du village qui sont à proximité ou des sites archéologiques. Étant à court d'argent, c'est A. W. Lawrence (en) qui donne l'argent nécessaire pour les achats fonciers. Durant la guerre, les environs d'Avebury sont bombardés mais les sites archéologiques sont globalement épargnés. La femme d'Alexander Keiller, Doris est infirmière à Londres et le couple se voit peu. En 1941, le couple se retrouve dans la propriété de Morven en Écosse et cette dernière s'avère en assez mauvais état. À la suite de cette visite et afin de restaurer la maison bâtie par son père, Alexander Keiller décide de dissoudre le  Morven Institute of Archeological Research et de vendre ses propriétés d'Avebury et les terres entourant sa maison écossaise. Le 30 novembre 1941, le musée ferme .
En janvier 1943, Alexander Keiller cède donc l'intégralité des terres (mais pas encore le manoir) qu'ils possèdent à Avebury au National Trust représenté par Donald Macleod Matheson (en). Cela représente environ 385 hectares pour une somme de 12 000 £. Le Pilgrim Trust apporte 10 000 £ et Ivan Margary le complément. Alexander Keiller vend ses terres au prix de la terre agricole et non au prix de leur réelle valeur ni au coût (environ 50 000 £) qu'il a dépensé pour les fouilles et la préservation du site. En 1945, le Musée rouvre mais quelques jours un incendie intervient et plusieurs voitures et des découvertes archéologiques et géologiques sont détruites.
En 1947, Alexander Keiller quitte son emploi dans la police et Avebury. Il s'installe en Écosse et il commence à fréquenter une golfeuse Gabrielle Styles (en) et il décide de divorcer de sa troisième femme Doris. Le divorce prendra finalement trois ans à être rendu et entre-temps 
Alexander Keiller s'installe avec sa nouvelle compagne à Fairacres (en) qui est à proximité du Roehampton Club (en) où celle-ci s'entraîne. Il se marie avec cette dernière le lendemain de l'officialisation du divorce d'avec sa troisième femme en 1951. Toujours en 1951, il est malade pendant plusieurs semaines et il doit se faire opérer de la gorge. En 1953, il déménage une dernière fois dans l'ancienne résidence de Dwight D. Eisenhower pendant la Seconde guerre mondiale, le Telegraph Cottage à Kingston Hill. Finalement, il vend le Manoir d'Avebury à Francis Gerald William Knowles (en) en 1955 et en septembre de cette même année, il apprend qu'il souffre d'un cancer en phase terminale. En effet, son opération à la gorge, quatre ans plus tôt n'a pas pu empêché la propagation d'un cancer qui s'est généralisé. Il meurt le 29 octobre 1955 à son domicile de Kingston Hill. Il est incinéré et ses cendres sont dispersées à Abergairn Castle (en). Une partie de la collection de livres d'Alexander Keiller est vendu aux enchères par Sotheby's en novembre 1955.

### Vie sportive

#### Ski

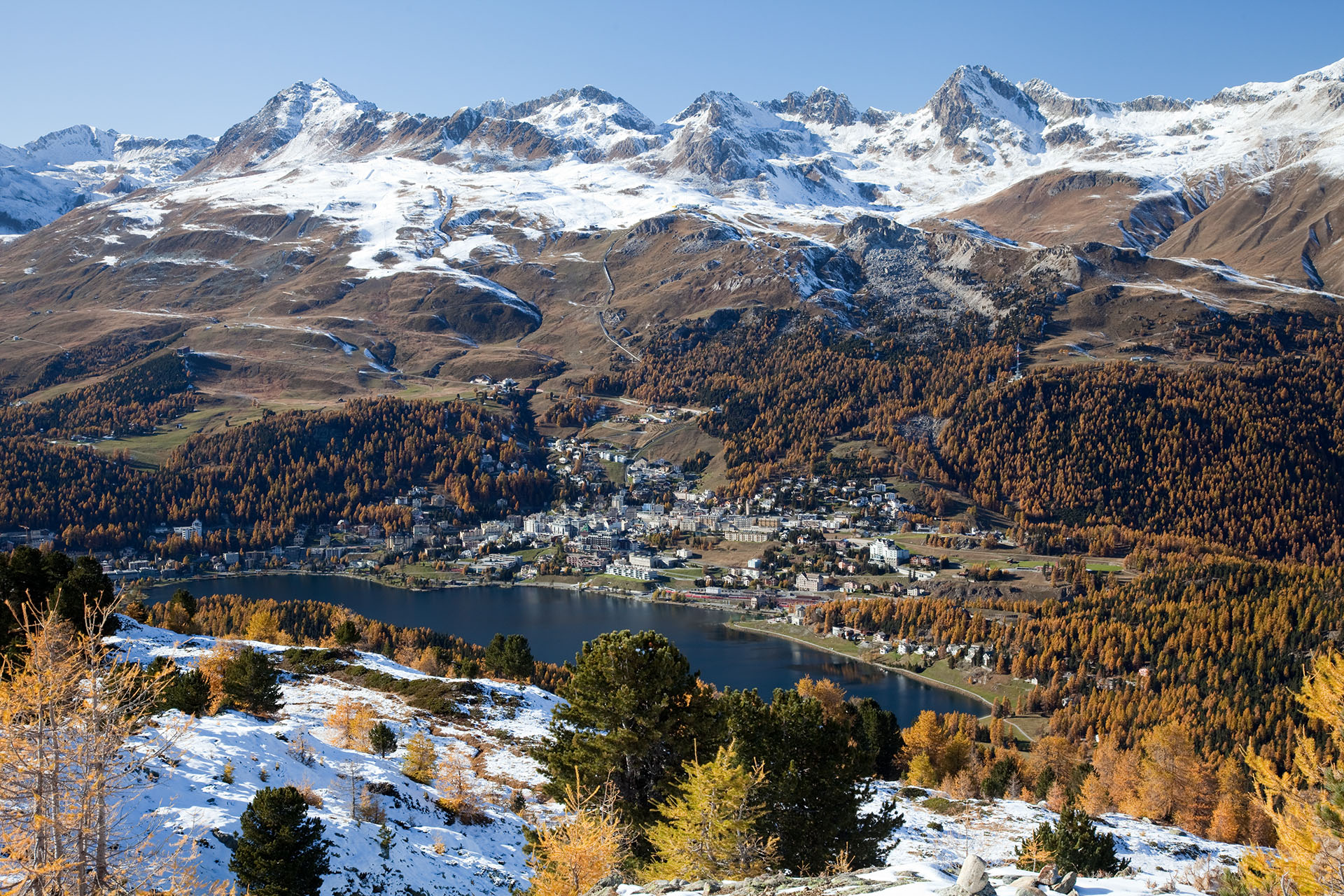
Vue de Saint-Moritz en 2010.

Tout au long de vie, Alexander Keiller se déplace pour pratiquer le ski de fond et le saut à ski notamment à Saint-Moritz.
À partir de 1906, Harald Smith introduit le saut à ski à Saint-Moritz et les Britanniques dont Alexander Keiller commencent à s'initier à ce sport. En 1908, le cousin d'Alexander Keiller, John Keiller Greig achète une maison à Saint-Moritz peu après sa quatrième place aux Jeux olympiques de Londres en 1908. Alexander Keiller, John Keiller Greig et un troisième cousin Adam Brown s'y rendent régulièrement et ils pratiquent tous les sports d'hiver. Les cousins sont notamment entraînés par Eduard Capiti qui a remporté à plusieurs reprises le championnat de Suisse de ski. À partir de 1910, Alexander Keiller et John Keiller Greig entraînent au saut à ski de jeunes Britanniques sur le Julierschanze.
En 1913, Alexander Keiller dispute un concours de saut organisé par le Ski Club of Great Britain (en) sur le Julierschanze. Il remporte le concours grâce à un saut à 25,5 m. Il s'agit de cette année-là du plus long d'un Britannique. À l’occasion, il skie également en Écosse, en Norvège ou encore au Canada. Il est le premier Britannique à dépasser les 30 m en saut à ski. Il remporte de nombreux prix et il est même engagé pour les épreuves de combiné nordique, sur le concours de saut et dans le 18 km de ski de fond lors des Jeux olympiques de 1924.
Dans les années 1920, il construit à Saint-Moritz le Innschanze, un tremplin d'entraînement puis il aide à la construction du tremplin de Badrutt Park qui est renommé Keillerschanze par les autorités suisses. À partir des années 20, il devient également officiel sur de nombreuses compétitions et il représente le Ski Club of Great Britain lors des congrès de la Fédération internationale de ski,. Il fonde également les comités de ski de fond et du saut à ski au sein du Ski Club of Great Britain.
À partir de 1927, il écrit avec sa femme Veronica sur les trois disciplines du ski nordique dans les publications du club. Il y devient ensuite responsable du ski de fond puis en 1931, il devient le président du Ski Club of Great Britain pour une année. Lors de cette année, il enchaîne les déplacements notamment au Canada pour un Varsity match. En 1932, lors d'un entraînement de saut à ski, il se blesse gravement à un épaule ce qui le handicape plusieurs mois.
Lors de son décès, les autorités Suisses et le Ski Club of Great Britain saluent son rôle important dans le développement du ski nordique en Suisse et au Royaume-Uni.

#### Sport automobile et collections de voiture

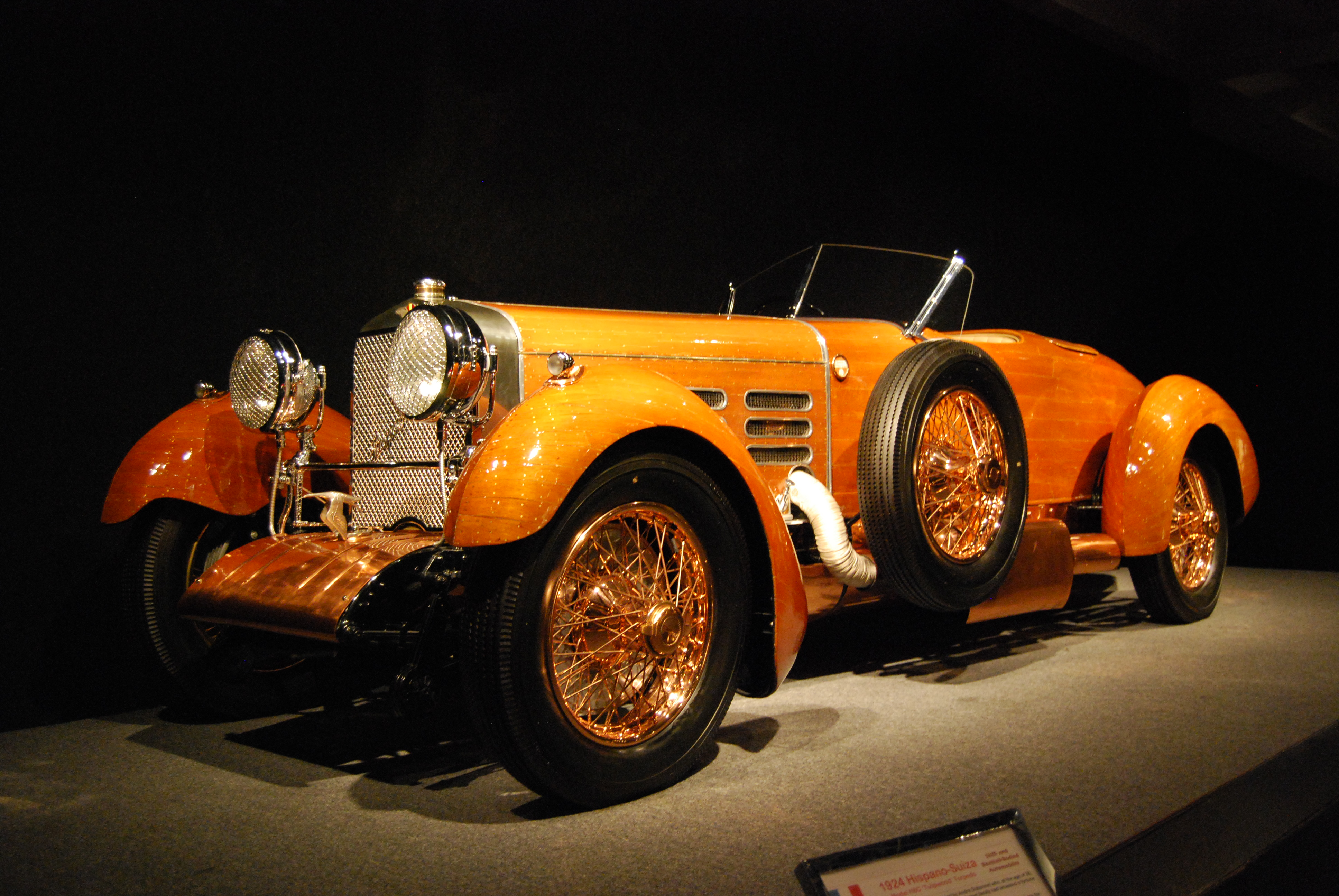
L'Hispano Suiza d'Alexander Keiller de 1924 à 1950.

Alexander Keiller est un amateur de sport automobile et collectionneur de voitures au cours de sa vie. Il a notamment financé la Sizaire-Berwick avant la Première guerre mondiale. Il garde pendant toute sa vie une voiture de la marque. En 1924, il achète une Hispano-Suiza qui est désormais exposé au Musée de l'automobile de Blackhawk.
Alexander Keiller possède également une MG M-type et plusieurs Bugatti dont deux Bugatti Type 35. Il roule régulièrement sur le circuit de Brooklands avec ces différentes voitures. Alexander Keiller est membre pendant de longues années du Brooklands Automobile Racing Club. En 1928, Bugatti lui propose de piloter une voiture lors des Targa Florio mais il doit refuser en raison des fouilles d'Avebury. Alexander Keiller a plusieurs accidents graves au volant de voitures notamment en raison de sa vitesse. Il est grièvement blessé à plusieurs reprises. Plusieurs véhicules sont également détruits dans un feu en 1945.
Alexander Keiller est un cousin éloigné de C.M. Keiller, fondateur de GWK (en).

## Vie personnelle
Le 2 juin 1913, Alexander Keiller épouse Florence Marianne Phil-Morris (1883-1955), la fille de l'artiste Philip Richard Morris (en). Ils emménagent dans la maison de Keiller à Londres. Le couple passe les vacances estivales et Noël dans leur résidence de Morven et ils viennent régulièrement dans leur logement parisien situé dans la rue de la Chaise.
Ils divorcent après la Première Guerre mondiale.
Le 29 février 1924, Alexander Keiller épouse Veronica Mildred Liddell (1900-1964) et sœur de Dorothy Liddell. La famille Liddell est originaire de Basingstoke où le père de Veronica est juge de paix. Veronica partage son intérêt pour l'archéologie et elle participe avec Alexander Keiller aux fouilles d'Avebury. Le couple vit dans une grande maison sur Charles Street. À partir de 1929, la situation est compliquée pour le couple et Alexander Keiller décide de demander le divorce. Veronica refuse en espérant que les choses s'améliorent. Cependant et malgré plusieurs tentatives de réconciliation, elle le quitte officiellement en 1933 puis divorce en 1934,.
Le 16 novembre 1938, Alexander Keiller se marie pour la troisième fois, sa nouvelle épouse étant Doris Emerson Chapman (en) (1903-1990), une artiste. Le couple a des hauts et des bas et finalement ils se séparent en 1947. Pour avoir débuté une liaison avant son divorce, Alexander Keiller est contraint de payer 5 000 £ à son ex-femme. Le divorce est finalement prononcé en 1951 et Alexander Keiller se marie  une quatrième fois, épousant Gabrielle Style (en) avec qui il entretenait une liaison depuis plusieurs années. Alexander Keiller meurt en 1955 et sa veuve fait don du musée et de son contenu à la nation en 1966.

## Caractéristiques physiques et personnalité
Sur le plan professionnel, Alexander Keiller est perçu comme un archéologue méticuleux et perfectionniste. Il apprécie la recherche de lieux à fouiller, le classement de tous les objets découverts mais il n'arrive pas à écrire le plus souvent le rapport final des recherches,. Il est réputé pour détester la bureaucratie.
Ses moyens financiers importants attirent les jalousies de certains autres archéologues de son époque. Son caractère tumultueux lui attire également des relations compliquées avec des archéologues comme Harold St George Gray, Mortimer Wheeler ou Maud Cunnington (en),. Au contraire, il s'entend bien avec O. G. S. Crawford bien que les deux hommes aient des caractères et des idées politiques opposés.
Sur son temps libre, il est un sportif accompli, un pilote automobile, un grand voyageur et un chasseur. Physiquement, Alexander Keiller est grand, beau et charismatique. Il est un playboy qui se marie quatre fois et a un nombre incalculable de maîtresses,. Sur le plan sexuel, il est un adapte du sadomasochisme.
Stuart Piggott, un ami pendant de nombreuses années le qualifie de rebelle, excentrique, charmant et brillant à la fois. Alexander Keiller est décrit ainsi par Antonia White, une de ces amies proches dans les années 30 : 

« Un homme des plus étranges : absolument sans scrupules à propos du temps, des goûts ou des sentiments des autres... Pourtant, j'aime être avec lui malgré son égoïsme, sa grandiloquence, son apitoiement sur lui-même et un ennui impitoyable. Plein de vitalité : a un charme certain et rempli de surprise. Dans l’exagération à propos de tout - sentiments, affection, soupçons. Force chacun à participer à sa vie, qu'il s'agisse de déterrer des brouettes, de rassembler du bétail ou de faire du ski. Très généreux, souvent méchant. Il n'a pas d'imagination, mais peut être extrêmement sensible et astucieux. Le plus impitoyable tueur du temps d'autrui que je connaisse. Mais implique tout le monde avec enthousiasme et inspire évidemment une dévotion passagère aux personnes qui travaillent pour lui,. »

## Héritage

### À Avebury

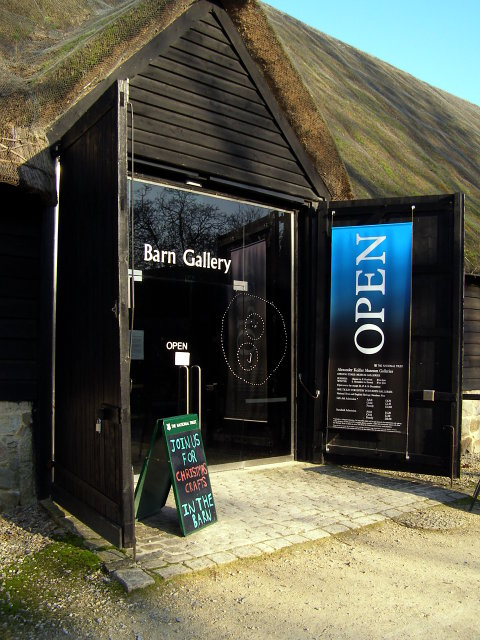
La Grange de la Galerie de l'Alexander Keiller Musée

Dès 1924, Alexander Keiller commence un musée (privé au départ) dans sa maison de Charles Street,. Il complète sa collection notamment avec les fouilles de Windmill Hill. Petit à petit, il commence à ouvrir son musée à des amis, aux participants du premier congrès de l'Union internationale des sciences préhistoriques et protohistoriques en 1932 puis aux étudiants.
Après son achat d'Avebury Manor and Garden (en), il rénove le manoir du début du XVIe siècle et il fait des travaux dans les jardins environnants. Il transforme un bâtiment en musée et un autre en bibliothèque. En 1938, il déménage son musée de Charles Street à Avebury et le musée est officiellement ouvert le 6 juin 1938. L'inauguration est faite par T. D. Kendrick et Alexander Keiller dédie le musée à la sœur son ex-femme, Dorothy Liddell qui est décédée quelques jours plus tôt et qui a fait d'importantes découvertes à Avebury. 6 000 visiteurs sont accueillis dans les six mois suivants l'ouverture. Pour les soixante-dix du musée, des reconstitutions sont effectuées.
À partir de 1956, Isobel Smith (en) entreprend un doctorat sur Avebury. Gabrielle Keiller réussi à la convaincre de terminer le rapport des fouilles d'Avebury que son mari n'a jamais terminé. Avec l'aide de William Young, ils réalisent ce rapport qui est publié en 1965.
En 1943, Keiller vend ses terres à Avebury au National Trust pour 12 000 £, soit la valeur agricole des 385 hectares qu'il avait accumulés. Cela ne reflétait pas l'immense investissement qu'il avait fait sur le site. Au total, Alexander Keiller a dépensé plus de 50 000 £ (soit plus de deux millions d'euros actuels) pour son projet à Avebury. Il a acheté au fur et à mesure le village d'Avebury et il a fait raser les deux tiers des bâtiments et donner au village son aspect actuel. Mike Pitts (en) estime que les techniques employés n'étaient pas toujours les plus efficaces de l'époque mais qu'il a contribué significativement avec d'autres archéologues comme Maud Cunnington (en) à la découverte de l'histoire du Wiltshire. Le Manoir est vendu en 1955 à  Francis Gerald William Knowles (en) qui fera également des travaux. Il est vendu plusieurs fois avant de devenir la propriété du National Trust en 1991. En 1966, sa veuve Gabrielle Keiller fait don du musée Avebury et de son contenu à la nation.
En 1986, l'UNESCO désigne Avebury (avec Stonehenge et les sites associés) comme un Site du Patrimoine Mondial. En 2013, il a reçu plus de 250 000 visiteurs.

### Collection Keiller-Knowles
Au cours de sa vie, l'archéologue irlandais William James Knowles (en) aurait amassé une collection d'environ 40 000 objets dont une grande partie d'outils préhistoriques. À l'époque, il s'agit de la plus grande collection d'artefacts archéologiques irlandais. Au cours de sa vie, il vend une petite partie de sa collection à des institutions et à des collectionneurs privés. En 1923, William James Knowles offre l'intégralité de sa collection au Musée national d'Irlande pour 10 000 £ ce qui le musée refuse. William James Knowles décide alors de vendre ses objets aux enchères.
En novembre 1924, 584 lots représentant 27 000 objets sont mis aux enchères à Londres,. De nombreuses institutions, des collectionneurs et des marchands d'arts achètent des pièces et contribuent ainsi à la dispersion de cette collection. Alexander Keiller achète 107 lots ce qui représente environ 7 000 objets. Après les enchères, Alexander Keiller aurait également racheté des lots remportés par d'autres enchérisseurs. Il aurait également acheté 6 000 objets à Matilda Cullen Knowles après la mort de son père en 1927. Enfin, il aurait complété sa collection avec des achats de pièces issues d'autres sites archéologiques.
En 1938, Alexander Keiller fait don de 15 000 pièces au Musée national d'Irlande, dont une grande partie provenait de la collection de Knowles.

### Autres
Alexander Keiller a collectionné toute sorte d'objets au cours de sa vie.
Après sa mort, Gabrielle Keiller (en) fait don de sa collection de 666 pots à lait (en) au Potteries Museum & Art Gallery (en). Passionné par l'Égypte antique, il a collectionné les figures d'Ouchebti et de nombreux livres sur l'ésotérisme et les rites occultes qui sont désormais dans le fonds de la National Library of Scotland.
Pendant la seconde guerre mondiale, l'entrepôt où il conserve ses collections est bombardé et de très nombreux objets (notamment des pointes de flèche et des urnes égyptiennes) sont abîmés. William Young essaie d'en réparer un maximum.

## Hommage et reconnaissance
En 1927, il devient membre de la Society of Antiquaries of London et en 1928 de la Société géologique de Londres. En 1932, il est l'un des organisateurs du premier congrès de l'Union internationale des sciences préhistoriques et protohistoriques. En 1934, il devient membre correspondant de l'Institut archéologique allemand. Au cours de vie, il a financé de nombreuses fouilles à travers le Royaume-Uni. Stuart Piggott pense qu'il a eu un impact non négligeable sur l'archéologie britannique.
Les cendres d'Alexander Keiller et de sa dernière femme reposent à Abergairn Castle (en). Une plaque commémorative est présente dans le mur est du château,.
Alexander Keiller est un des personnages principaux du roman The Buried Circle (traduit en français sous le titre Le murmure des pierres) de Jenni Mills. Dans les années 1980, Avebury fait l'objet d'une fiction sur BBC Radio 4. Mike Pitts (en) est à l'origine du projet et le rôle d'Alexander Keiller est interprété par Hugh Dickson. En mai 2002, BBC 2 diffuse un portrait d'Alexander Keiller dans son émission Home Ground . Alexander Keiller est également évoqué dans la série The Manor Reborn: The Transformation of Avebury Manor diffusé en novembre 2011 sur la BBC.

## Publications

### Sur l'archéologie
- (en) Alexander Keiller, Interim Report upon such of the Megalithic Monuments of Aberdeenshire and Kincardineshire as have been Scheduled as Ancient Monuments. Compiled from the Morven Records., Londres, Vacher & Sons, 1927
- (en) Alexander Keiller, Final Report upon such of the Megalithic Monuments of Aberdeenshire and Kincardineshire as have been Scheduled as Ancient Monuments, Londres, Vacher & Sons, 1928
- (en) Alexander Keiller et Osbert Guy Stanhope Crawford, Wessex from the air, Clarendon Press, 1928, 263 p. (lire en ligne)
- (en) « Excavations at Windmill Hill », Proceedings of the First International Congress of Prehistoric and Protohistoric Sciences, London, 1932, Oxford,‎ 1934, p. 135-138
- (en) Alexander Keiller, Megalithic Monuments of North-East Scotland, 1934
- (en) Alexander Keiller, « The West Kennet Avenue, Avebury (Plate VIII) », Antiquity, vol. 8, no 31,‎ septembre 1934, p. 344-347 (lire en ligne)
- (en) Alexander Keiller et Stuart Piggott, The West Kennet avenue, Avebury, excavations 1934-5, vol. 8, Gloucester, 1936
- (en) Alexander Keiller et Doris Emerson Chapman (en), « The Rock Shelter at Cap Blanc (Plates I-IV) », Antiquity, vol. 10, no 38,‎ juin 1936, p. 207-209 (lire en ligne)
- (en) Alexander Keiller, « Two Axes of presely stone from Ireland (Plates V–VI) », Antiquity, vol. 10, no 38,‎ juin 1936, p. 220-221 (lire en ligne)
- (en) Alexander Keiller et Stuart Piggott, « The Recent Excavations at Avebury », Antiquity, vol. 10, no 40,‎ décembre 1936, p. 417-427 (lire en ligne)
- (en) Alexander Keiller, « The petrology of the stone implements. Scheme for the examination of stone implements », Museums Journal (en), no 37,‎ 1937, p. 295-297.
- (en) Alexander Keiller, « Petrological Analysis », Antiquity, vol. 11, no 44,‎ décembre 1937, p. 484-485 (lire en ligne)
- (en) Alexander Keiller, Stuart Piggott, Arthur Dennis Passmore et Alexander Cave, « Excavation of an Untouched Chamber in the Lanhill Long Barrow », Proceedings of the Prehistoric Society, vol. 4,‎ juillet 1938, p. 122-150 (lire en ligne)
- (en) Alexander Keiller, « The January Modern Mystic: a Review », The Modern Mystic and Monthly Science Review, vol. 3,‎ 1939
- (en) William Francis Rankine, Kenneth Oakley (en), Stuart Piggott, Anthony William George Lowther et Alexander Keiller, A survey of the prehistory of the Farnham district, Butler and Tanner Limited, 1939, 270 p. (lire en ligne)
- (en) Alexander Keiller, Guide to the Museum at Avebury, Wiltshire, Morven Institute of Archaeological Research, 1939
- (en) Alexander Keiller, « Avebury. Summary of Excavations, 1937 and 1938 », Antiquity, vol. 13, no 50,‎ juin 1939, p. 223-233 (lire en ligne)
- (en) Alexander Keiller et Stuart Piggott, « The Chambered Tomb in Beowulf », Antiquity, vol. 13, no 51,‎ septembre 1939, p. 360-361 (lire en ligne)
- (en) Alexander Keiller, Stuart Piggott et F. S Wallis, « First Report of the Sub-Committee of the South-Western Group of Museums and Art Galleries on the Petrological Identification of Stone Axes », Proceedings of the Prehistoric Society, vol. 7,‎ 1941, p. 50-72 (lire en ligne)

### Sur l'Écosse
- (en) Alexander Keiller, « Dunnideer Castle and its triple fortresses », Antiquity, vol. 1, no 3,‎ septembre 1927, p. 374-375 (lire en ligne)
- (en) Alexander Keiller, « The Scots Mercat "cross" », Antiquity, vol. 2, no 8,‎ décembre 1928, p. 498-499 (lire en ligne)

### Sur la sorcellerie
- (en) Alexander Keiller, The personnel of the Aberdeenshire witchcraft covens in the years 1596-7. [Reprinted from "Folk-Lore".][132], Londres, 1922, 51 p. (lire en ligne)
- (en) Alexander Keiller, « Witchcraft in Scotland », Folklore, vol. 33,‎ 1922, p. 303 (lire sur Wikisource, lire en ligne)

### Sur le ski
- (en) Alexander Keiller, « Ski-Running and Ski-Jumping Events in the Winter Olympic Games, 1928 », The Canadian Ski Annual 1927&1928,‎ 1928 (lire en ligne)
- (en) Alexander Keiller, The Ski-ing events in the Winter-Olympic Games... 1928, Londres, 1929
- (en) Alexander Keiller, The judging of style in ski jumping : Suppl. to the Annual publ. of the British ski jumping club, Londres, 1930
- (en) Alexander Keiller, « The judging of style in ski jumping », The Canadian Ski Annual,‎ 1933 (lire en ligne)